# Дамьянович, Филип
Фи́лип Дамья́нович (серб. Филип Дамјановић; 2 июля 1998 года, Белград, СФРЮ) — сербский футболист, защитник турецкого клуба «Коньяспор»

## Карьера
Дамьянович — воспитанник клуба «Вождовац». С 2017—2019 был арендован клубом «ИМТ», за который дебютировал в матче Первой лиге Сербии против «Раднички Сремска Митровица». 1 июля 2019 года на правах свободного агента перешёл в «ИМТ». 12 сентября 2021 года в матче против «Будучност Добановчи» забил дебютный гол за команду.
13 февраля 2022 года подписал контракт с «Вождовацом», дебютировал в Суперлиге Сербии против «Колубара».